# 20

## Події
- Гондофар I (20- після 46) об'єднує різні державні утворення саків від Сакастану на заході до Сінду та Пенджабу на сході, отримавши титул цар царів. У сучасній науці до його царства застосовують умовну назву Індо-парфянське царство.
- Міст Тиберія.
- Паннонія (римська провінція)

## Померли
- Марк Ве́ррій Флакк — видатний представник антикварного напрямку у прозі, історик, граматик, філолог часів імператорів Октавіана Августа та Тіберія.